# Preston Smith (politico)
Preston Earnest Smith (Corn Hill, 7 marzo 1912 – Lubbock, 18 ottobre 2003) è stato un politico statunitense, governatore del Texas dal 1969 al 1973.

## Biografia
Smith nacque in una famiglia di agricoltori, con tredici figli, a Corn Hill, una città nella contea di Williamson, in Texas, che da allora venne assorbita dalla vicina Jarrell. La famiglia in seguito si trasferì a Lamesa, dove Smith si diplomò nel 1928 alla Lamesa High School. Nel 1934 si laureò al Texas Technological College (ora Texas Tech University) a Lubbock in economia aziendale. Rimanendo a Lubbock, aprì una sala cinematografica e investì nel settore immobiliare.

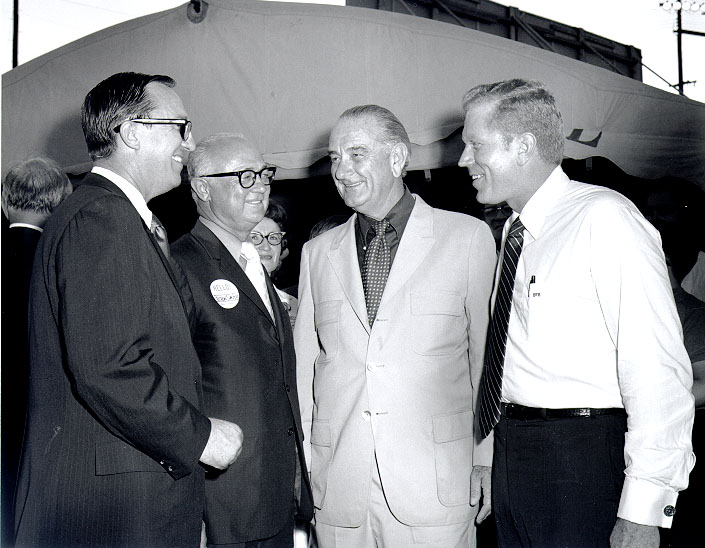
Preston Smith (secondo da sinistra) con il presidente della Camera Gus Mutscher, l'ex presidente Lyndon B. Johnson e il vice governatore Ben Barnes a Brenham, il 17 agosto 1970.

Smith fu eletto per la prima volta alla Camera dei rappresentanti del Texas nel 1944 e poi al Senato nel 1956. Ottenne il seggio al Senato sconfiggendo alle primarie l'incombente Kilmer B. Corbin, il padre dell'attore Barry Corbin. Nel 1962, ottenne il posto di vice governatore, assicurandosi la maggioranza in tutte le 254 contee tranne 16, sconfiggendo il repubblicano OW "Bill" Hayes.
Nel 1968 fu eletto governatore, carica che mantenne per due mandati di due anni. Succedette al popolare governatore democratico John Connally, che in seguito passò al Partito Repubblicano nel 1973. Per vincere il governatorato, Smith sconfisse per la prima volta Don Yarborough nel ballottaggio del 1968. Diversi altri candidati, tra cui Dolph Briscoe, un grande proprietario terriero di Uvalde nel Texas Hill Country, e l'ex procuratore generale del Texas Wagoner Carr, anche lui di Lubbock, furono eliminati alle primarie.
L'insediamento di Smith, il 21 gennaio 1969, fu chiamato "il sapore delle pianure meridionali". La banda musicale della Texas Tech University guidò la parata proprio dietro il maresciallo e la guardia di colore. Un Red Raider mascherato cavalcava con la banda. Il governatore e la signora Smith, entrambi laureati al Tech, seguivano su una decappottabile scoperta. Parteciparono alla parata anche altri membri della famiglia Smith, seguiti dal nuovo vice governatore, Ben Barnes. La banda della Lamesa High School, l'alma mater di Smith, era la prima tra i gruppi delle scuole superiori. Prima del giuramento, il primo ad essere trasmesso in televisione nella storia del Texas, Smith era stato festeggiato con una cena per la vittoria all'Austin Municipal Auditorium, ora il Long Center for the Performing Arts.
Smith sconfisse due volte il candidato repubblicano Paul W. Eggers, un avvocato fiscale di Wichita Falls e poi di Dallas, e amico intimo del senatore statunitense John G. Tower. Nelle elezioni generali del 1968, con elevata affluenza alle urne, Smith ricevette 1.662.019 voti (57%) contro 1.254.333 di Eggers (43%). Nelle elezioni generali del 1970, Smith, che non si era opposto alle primarie democratiche, ricevette 1.197.726 voti (53,6 per cento) contro 1.037.723 di Eggers (46,4 per cento) - ancora la più alta affluenza alle urne di metà mandato negli ultimi 50 anni. Lo stato del Texas decise di prolungare il mandato a quattro anni nel 1974, due anni dopo che Smith lasciò l'incarico.
Nel 1971 e nel 1972, Smith fu coinvolto nella frode azionaria dello scandalo di Sharpstown, che alla fine lo portò alla caduta. Perse la candidatura al terzo mandato di governatore del Texas contro Dolph Briscoe di Uvalde nelle primarie democratiche nel 1972. Fu quarto nelle primarie, dietro Briscoe, l'attivista femminile Frances "Sissy" Farenthold di Corpus Christi e il vicegovernatore Ben Barnes, ex della contea di Comanche.
Tra le sue nomine, Smith nel 1970 nominò Paul Pressler di Houston, un ex rappresentante dello stato, come giudice del 133° tribunale distrettuale del Texas nella contea di Harris. Pressler, che in seguito passò al Partito Repubblicano, divenne successivamente noto come uno dei principali leader della Southern Baptist Convention Conservative Resurgence, fondata a Houston nel 1979.
Nominò l'ex senatore statale Grady Hazlewood, di Amarillo e Austin, reggente dell'Alma mater di Hazlewood, West Texas A&amp;M University di Canyon. Nel 1969, Smith nominò il rappresentante di stato Randy Pendleton di Andrews a capo dell'Ufficio per le relazioni federali e di stato a Washington.
Nel 1974 Smith, con il banchiere Stanton Leon Koop (1937–2008), originario di Pampa, fondò la West Texas Savings Association a Lubbock. Nel 1986, Koop si trasferì a Dallas, dove divenne socio della Great Western Mortgage Company, fino al suo ritiro nel 1994.
Nel 1978, all'età di sessantasei anni, Smith partecipò di nuovo alle primarie governative democratiche contro il suo rivale intrapartitico, il governatore Briscoe. Sia Smith che Briscoe persero contro l'ex presidente della Corte Suprema del Texas John Hill, che a sua volta venne sconfitto di misura alle elezioni generali dal repubblicano Bill Clements.

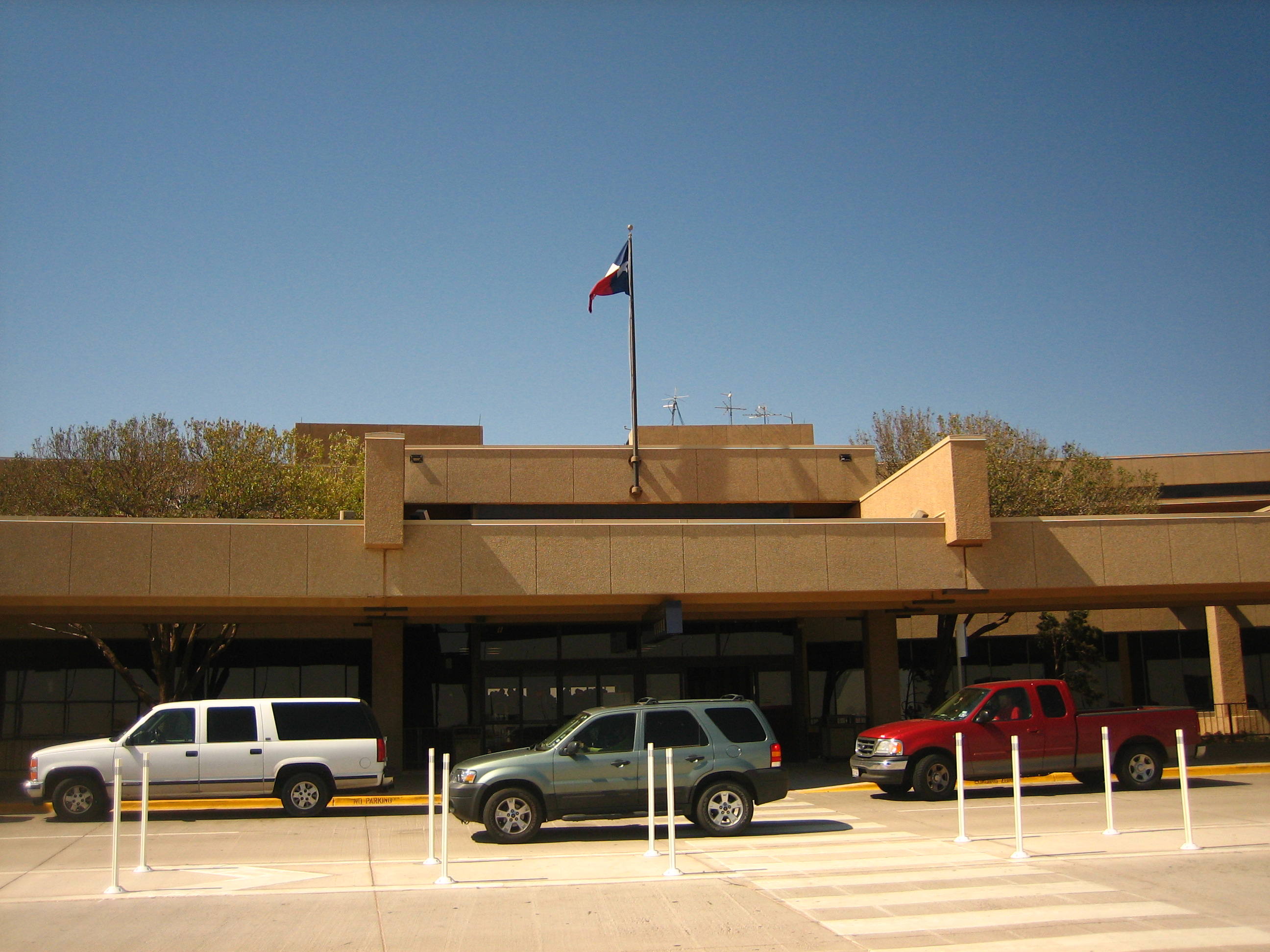
Aeroporto internazionale di Lubbock "Preston Smith"

Verso la fine della sua vita, Smith fu ufficiale di collegamento politico per la Texas Tech University. Dopo la sua morte a Lubbock, l'aeroporto è stato ribattezzato, nel 2004, in sua memoria come Aeroporto Internazionale Lubbock Preston Smith.

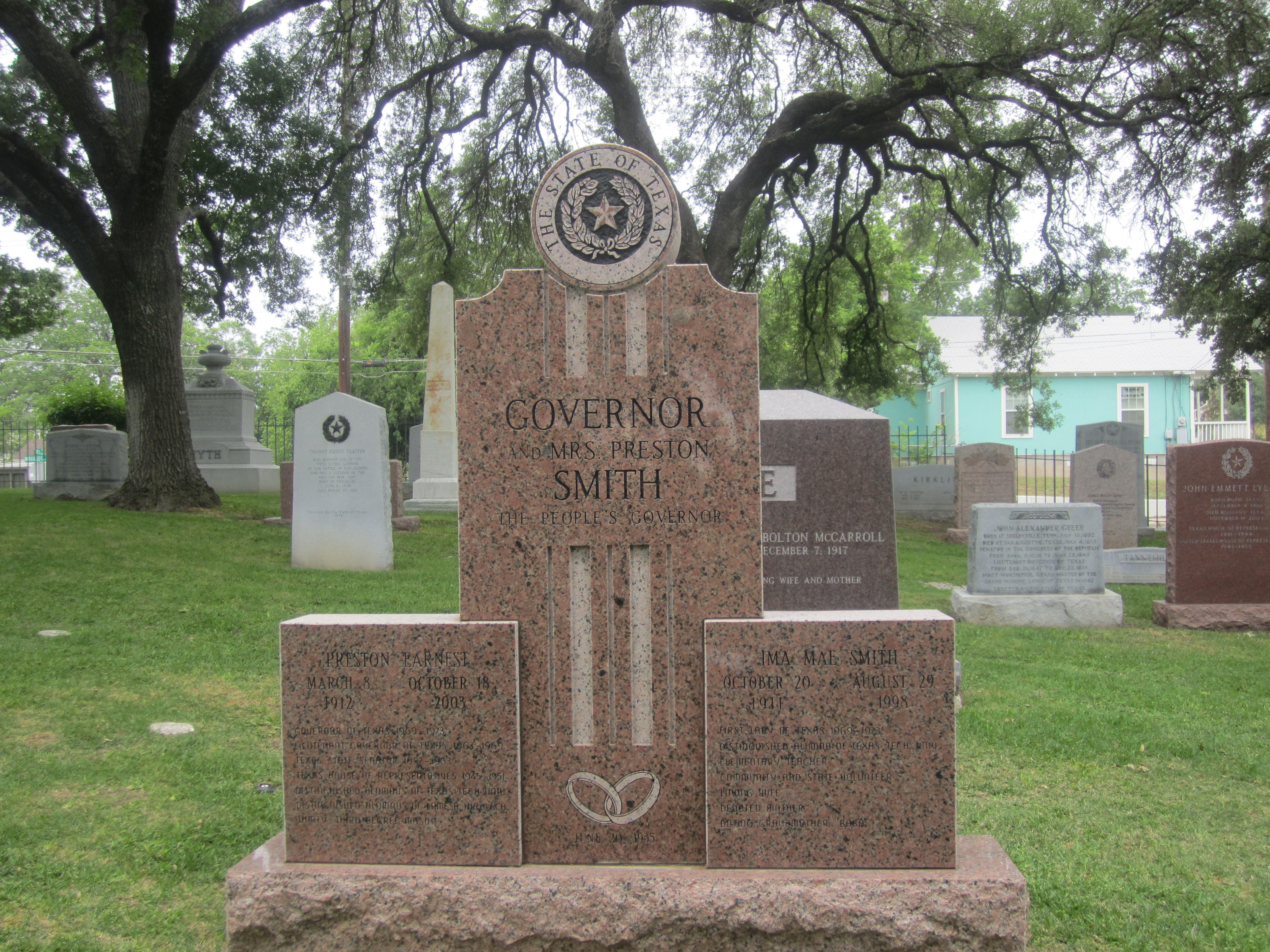
Tombe del governatore e della signora Smith al Texas State Cemetery di Austin, Texas

Smith si definiva un "democratico conservatore"; sebbene fosse generalmente favorevole al presidente Lyndon B. Johnson, si rifiutò di sostenere i candidati alla presidenza del suo partito nel 1980 e al governatorato nel 1982. Invece di votare per rieleggere il presidente Jimmy Carter e Mark White nella corsa governativa, Smith votò rispettivamente per Ronald Reagan e Bill Clements.
Il 18 ottobre 2003, Smith morì all'età di 91 anni nel Texas Tech University Medical Center di Lubbock dopo essere stato ricoverato in ospedale per polmonite. È sepolto con sua moglie, Ima Mae Smith (1911-1998), al Texas State Cemetery di Austin.